# Nhà tù Rish Khor
Rish Khor là một nhà tù nằm trong khu căn cứ quân sự của Afghanistan mà tù nhân bị giam giữ trước đây theo như báo cáo cho biết là do người Mỹ điều hành.
Nhà báo Anand Gopal, viết trên tờ Asia Times, trích dẫn lời của Rehmatullah Muhammad, một trong chín người đàn ông đến từ một ngôi làng miền núi tên là Zaiwalat ở Wardak, kể lại việc bị người Mỹ bắt giữ trong một cuộc đột kích lúc nửa đêm năm 2009, và sau đó bị đưa đến Rish Khor để thẩm vấn. Anh ta nói nhóm thẩm vấn người Mỹ này không mặc đồng phục, và anh ta cùng những người dân làng của mình bị còng tay và nhốt trong một thùng chở hàng bằng thép, khi không bị thẩm vấn. Nhóm thẩm vấn cáo buộc dân làng đã cung cấp thức ăn và nơi ở cho Taliban.

Dù ngay cả Rehmatullah Muhammad nói rằng về sau anh ta được chuyển đến Khu Giam giữ Chiến trường Bagram của Mỹ—nơi Muhammad bị giam giữ thêm bốn tháng nữa, Gopal kể rằng quân đội Mỹ đã phủ nhận tất cả hiểu biết về một trại giam tại Rish Khor.  Theo lời Gopal: 
"Những nhà vận động nhân quyền Afghanistan lo lắng rằng quân đội Mỹ có thể đang sử dụng các địa điểm giam giữ bí mật như Rish Khor để thực hiện các cuộc thẩm vấn nhằm tránh khỏi những cặp mắt tò mò. Tuy vậy, quân đội Mỹ vẫn phủ nhận ngay cả khi biết rõ về cơ sở này."